# Pontours

Pontours este o comună în departamentul Dordogne din sud-vestul Franței. În 2009 avea o populație de 205 de locuitori.

## Evoluția populației
| An        | 1975 | 1982 | 1990 | 1999 | 2006 | 2009 |
| --------- | ---- | ---- | ---- | ---- | ---- | ---- |
| Populație | 153  | 164  | 187  | 168  | 192  | 205  |